# Lucian Bureriu
Erwin Lucian Bureriu (născut în Lugoj la 22 noiembrie 1942) a fost un poet, prozator, eseist și jurnalist.

## Profesii și locuri de muncă
Profesor în Timișoara, apoi reporter și redactor la  Radioteleviziune, studioul Timișoara (1968-1972), redactor și secretar principal de redacție la revista  Orizont  din Timișoara (1972-1990), bibliotecar la Biblioteca Județeană Timiș (1990-2001), director al firmei proprii  Altera Pars (2001-2009).
Anul debutului în literatură: 1960, poezia „Primul om”, revista Scrisul bănățean  Timișoara.
Anul debutului editorial: 1968, volumul de versuri „Afectivități conștiente”, Editura  Eminescu, colecția Luceafărul.
Anul primirii în Uniunea Scriitorilor: 1968, în Uniunea Ziariștilor- 1968, în Uniunea Internațională a Ziariștilor (cu sediul la Praga) din 1972 și în Clubul Presei Transatlantice  din 2010.

## Colaborări reviste și publicații literare
- Scrisul bănățean (Timișoara), Orizont (Timișoara), Luceafărul (București), Gazeta Literară (București), România literară (București), Viața Românească (București), Radio și Televiziune în emisiuni literare (Timișoara și București), Stvaranije (Serbia), Observatorul (Toronto, Canada), Destine literare (Montreal, Canada), Agero (Suttgart, Germania), Clubul Presei Transatlatice (SUA), Gândacul de Colorado (Denver, SUA), Occidentul, Opinii incomode (blogul personal), Altera pars (publicații online proprii, editate pe blog la San Francisco și Timișoara), Actualitatea literară (Lugoj), Orient latin (Timișoara), Banat (Timișoara), Cuvânt românesc (Timișoara), Vrerea (Timișoara), Vestul (Timișoara), Vip în Banat (Timișoara), Gazeta românească (Italia), Hai, România (Spania), Meridianul Timișoara, Armonii culturale (Adjud), Pagini naționale (Tg. Mureș), Helion (Timișoara).

## Volume publicate
- Afectivități conștiente, versuri ,  Editura Eminescu, 1968;
- Concert pentru mâna stângă, proză, Editura Facla, 1978;
- Viața refolosibilă, proză,  Editura Facla, 1983;
- Marele solstițiu, versuri,  Editura Facla, 1989;
- Uraganul de fier, proză, Editura de Vest, 1996;
- Hotel California, eseuri, Editura Excelsior Art, 2012;
- Armura demnității,  versuri, Editura Excelsior  Art, 2015;
- Atlantida memoriei, eseuri, volume online, 2016;
- Mânecă pe marginea șoselei, proză, Editura Hoffman, 2020;
- Amfiloh, proză, Editura Hoffman, 2020;
- Evadare din speranță, proză, Editura Hoffman, 2020;
- Incendiul fanteziei, versuri, Editura Betta, 2020.
- Adolescentul Garlic, roman, Editura Hoffman, 2021.
- Zborurile negre, roman, Editura Hoffman, 2021.
- Romanticii, roman. Editura Hoffman, 2021.
- Vânătoare fără sfârșit, roman. Editura Hoffman, 2021.
- Leul din Singapore, roman, Editura Hoffman, 2021.
- E un pod spre moarte, roman, Editura Hoffman, 2021.

## Prezența în antologii
- Vârsta de foc, poezii, Casa regională a creației populare, Banat, 1964;
- Laudele soarelui, poezii, Casa regională a creației populare, Banat, 1965;
- O sută de poeți, Casa centrală a creației populare, București, 1967;
- Lirica timișoreană, Comitetul pentru cultură și artă Timiș, 1970;
- Pagini despre Banat, proză, Biblioteca Județeană Timiș, Editura Marineasa, 2011
- Cuprins sau un fel de imperiu, poezii,  Editura Brumar, 2014.

## Premii
Premiul special al cenaclului și revistei OBSERVATORUL din Toronto-Canada, 2004